# Mandu-guk
Le mandu-guk, ou manduguk (만두국, 饅頭-), est une variété de soupe coréenne (guk) cuisinée en faisant bouillir des mandu (boulettes) dans un bouillon de bœuf ou d'anchois mélangé à de l'œuf battu.

## Histoire
Selon les archives du XIVe siècle de Goryeosa (고려사), le mandu avait déjà été introduit via l'Asie centrale pendant l'ère Goryeo. Le mandu était appelé sanghwa (쌍화) ou gyoja (교자) jusqu'au milieu de la dynastie Joseon et est devenu une spécialité locale des régions de Pyongan et Hamgyong, car le blé et le sarrasin - les principaux ingrédients de la farine - étaient principalement cultivés dans le nord.
Le mandu était fabriqué et cuisiné de différentes manières, notamment le manduguk. À la cour royale de Corée, le plat était appelé byeongsi (餠匙) tandis que dans Eumsik dimibang, un livre de cuisine de la dynastie Joseon, il était appelé seokryutang (석류탕). L'époque exacte à laquelle le manduguk a reçu son nom moderne est inconnue.

## Préparation et service

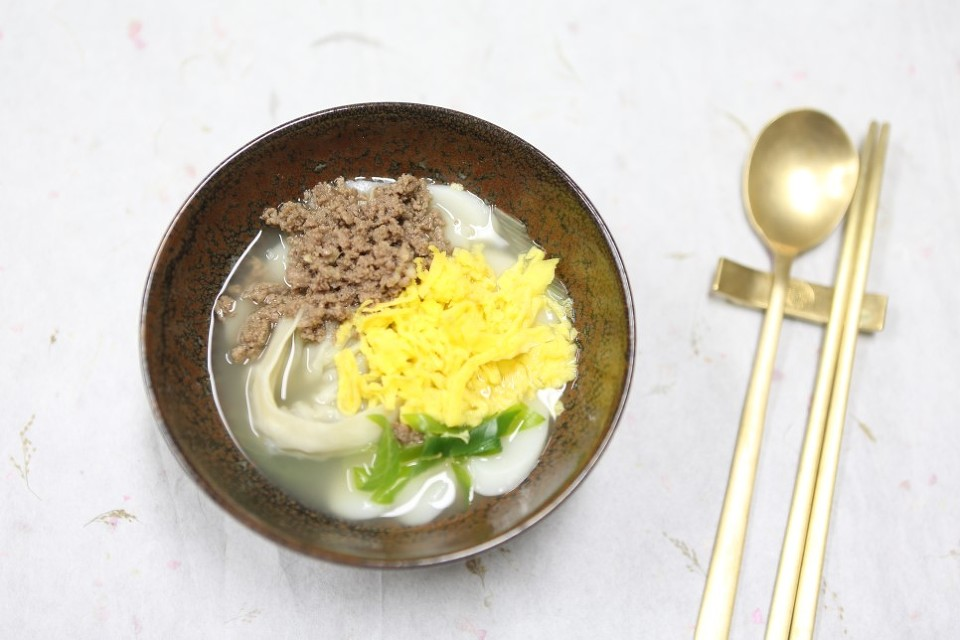
tteok-mandu-guk (soupe de galettes de riz et de boulettes).

Les boulettes sont fabriquées en roulant de fins cercles de pâte, en créant une forme de demi-lune et en les remplissant d'un mélange de viande hachée, de légumes, de tofu et parfois de kimchi. Les boulettes sont ensuite cuites dans un bouillon traditionnellement préparé en faisant bouillir des anchois, des tiges de champignons shiitake et des oignons.
Dans certaines variantes, le bouillon est fait à partir de bouillon de bœuf. L'ajout de tteok, une galette de riz cylindrique, est également courant, ce qui change le nom du plat en tteok-mandu-guk,. 